# Seleção Sueca de Basquetebol
A Seleção Sueca de Basquetebol é a equipe que representa a Suécia em competições internacionais da modalidade.